# Lucie Baud
Lucie Baud (geboren als Lucie Marie Martin am 23. Februar 1870 in Saint-Pierre-de-Mésage; gestorben am 7. März 1913 in Tullins) war eine französische Seidenweberin und Gewerkschafterin, wobei sie zuerst in Vizille bei Grenoble, dann in Voiron tätig war. Sie setzte sich für Arbeiter- und Frauenrechte ein und gründete die Gewerkschaft Syndicat des ouvriers et ouvrières en soierie du canton de Vizille.

## Leben und Wirken
Lucie Martin wurde 1870 in eine arme Bauernfamilie geboren und im Alter von 10 oder 12 Jahren in einer Textilfabrik in Péage-de-Vizille, unweit ihrer Heimat, zur Seidenweberin. Am 14. Oktober 1891 heiratete sie den 20 Jahre älteren Pierre Jean Baud, einen Feldhüter aus Vizille. Lucie und Pierre hatten drei Kinder: Alexandrine (1892–1959), Pierre Auguste (1897–1898) und Marguerite (1900–1922); Lucie Baud arbeitete weiterhin in der Fabrik.
Im Alter von 32 Jahren wurde sie mit zwei unterhaltsberechtigten Kindern Witwe und musste ihre Wohnung verlassen. Vier Monate nach dem Tod ihres Mannes gründete sie im November 1902 die Gewerkschaft Syndicat des ouvriers et ouvrières en soierie du canton de Vizille, deren Sekretärin sie wurde. Diese Gewerkschaft versuchte, sich der Lohnkürzung aufgrund der Mechanisierung der Seidenweberei zu widersetzen.
Im August 1904 war sie die einzige Frau, die als Gewerkschaftsdelegierte am 6. Nationalen Kongress der Textilindustrie in Reims teilnahm. Ihre Anwesenheit wurde begrüßt, allerdings erhielt sie kaum Redezeit.
1905 rief sie in der Duplan-Fabrik in Vizille einen Streik aus; der Streik erstreckte sich auch auf andere Fabriken und dauerte 104 Tage: Die Seidenweberinnen protestierten vor allem gegen die Arbeitsbedingungen. Häufig dauerten die Arbeitstage 13 oder 14 Stunden. Die Arbeiterinnen waren ab dem zwölften Lebensjahr im Einsatz. Die Händler, die dieser Bewegung zunächst feindlich gesonnen waren, unterstützten dann die rund 200 Streikenden, insbesondere durch die Bereitstellung von Nahrungsmitteln. Die Streikbewegung scheiterte jedoch und Lucie Baud wurde entlassen.
Ohne feste Anstellung war sie gezwungen, die Stadt Vizille zu verlassen. Allerdings fand sie im 30 km entfernten Voiron eine neue Stelle. Beim Streik im Jahr 1906 spielte sie erneut eine führende Rolle und verpflichtete hierbei auch italienische Arbeiterinnen. Ein geplanter Streik am 1. Mai entpuppte sich jedoch als weitgehender Misserfolg und wurde verschoben. Entmutigt unternahm sie im September 1906 einen Suizidversuch, der sie entstellte.
Sie zog wieder um und ließ sich in Tullins nieder, wo sie 1913 im Alter von 43 Jahren starb.
Ihre gewerkschaftliche Rolle wäre ohne den von ihr verfassten Bericht Les tisseuses de soie dans la région de Vizille, welcher 1908 in Hubert Lagardelles Le Mouvement socialiste veröffentlicht wurde, vergessen worden.

## Rezeption
2017 wurde ihr Leben mit dem Film Steht auf, Genossinnen! verfilmt.

## Publikation
- Les Tisseuses de soie dans la région de Vizille. In: Le Mouvement socialiste. Band 10, 1908, S. 418–425 (Digitalisat via fr.wikisource.org).